# The Dig
The Dig – gra komputerowa typu wskaż i kliknij wydana w 1995 przez LucasArts.

## Opis fabuły
Grupa naukowców dzięki teleskopowi radiowemu na Borneo odkrywa niezidentyfikowany obiekt, który zmierza bezpośrednio w kierunku Ziemi. W celu uniknięcia zderzenia z planetą zostaje wysłana grupa trzech astronautów z zadaniem zamontowania ładunków wybuchowych na asteroidzie. Po detonacji okazuje się, że asteroida kryje w sobie portal do innego świata.